# Anisodes stramineata
Anisodes stramineata là một loài bướm đêm trong họ Geometridae.